# Oberburg Heldenbergen

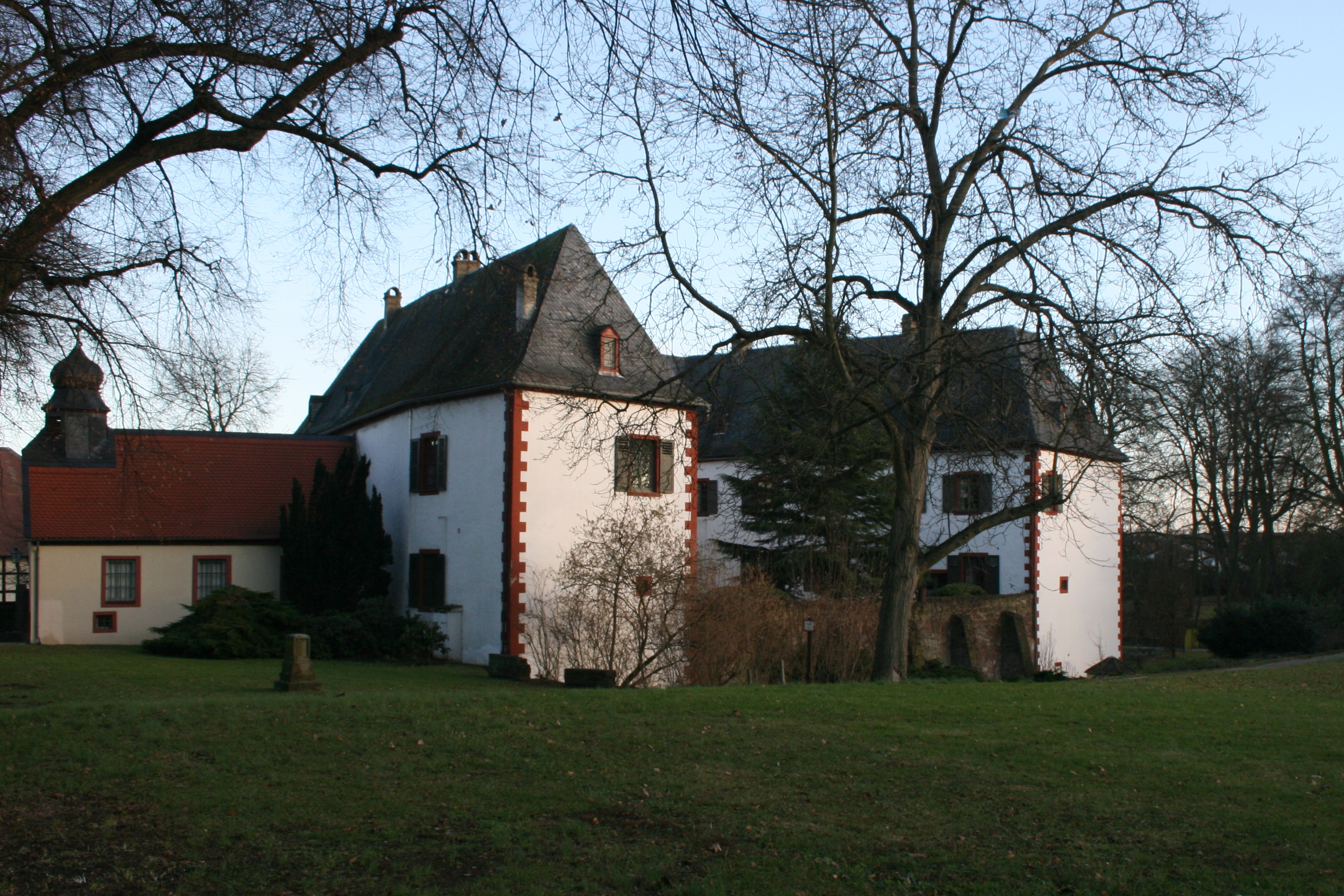
Ansicht der Oberburg von Nordwesten

Die Oberburg im Stadtteil Heldenbergen der Stadt Nidderau im hessischen Main-Kinzig-Kreis  ist eine Schlossanlage, die aus einer mittelalterlichen Höhenburg in Spornlage hervorgegangen ist.

## Geschichte
Heldenbergen liegt an der Stelle eines römischen Kastells und vicus. Der Ort wird erstmals 839 urkundlich erwähnt.  Seit wann die Anlage auf dem Steilhang oberhalb der Nidder besteht, ist unsicher. Sie wird erstmals im 12. Jahrhundert als Besitz der Herren von Heldenbergen erwähnt. Der 1218 gestorbene Gieselbert von Heldenbergen war möglicherweise der erste Burggraf auf der Reichsburg und Burggrafschaft Friedberg.
1370 wurde Gottfried von Stockheim als Besitzer erwähnt. Die Anlage war wohl durch Kauf oder als Heiratsgut an die Stockheimer gelangt, die als Amtsleute oder Burgmannen in zahlreichen Reichs- und hanauischen Burgen der Region belegt sind. 1383 erhielt Gottfried die Erlaubnis, auf einer Wiese unterhalb der Oberburg, die er als hanauisches Lehen erhalten hatte, mit der Nassburg eine weitere Burg zu errichten. Die Oberburg war möglicherweise für die Nutzung durch mehrere Familien zu eng geworden.
Mit Henrich Wilhelm von Stockheim erlosch 1614 die Heldenberger Linie. In der Folge kam es zu Erbstreitigkeiten, in deren Verlauf Jobst von Adolips 1616 die Oberburg gewaltsam besetzte. 1617 fiel der Besitz an Burkhard Engelbrecht von Hattstein. In dieser Zeit wurde die Burg schlossartig umgebaut, wobei wahrscheinlich auch ein ehemals vorhandener Hauptturm abgetragen wurde. Nach dem Aussterben der Hattsteiner 1767 kam die Oberburg durch Kauf an Johann Maximilian von Günderrode, den Großvater der Dichterin Karoline von Günderrode, der auch in Höchst an der Nidder ein Schloss besaß (Schloss Günderrode). 1797 besaß der preußische Kammerherr Jakob Friedrich von Rohde das Schloss. Er ließ erneut einige Umbauten durchführen und 1803 die Kapelle an das Hauptgebäude anbauen. 1886 erwarb der großherzogliche Kammerherr Dr. jur. Hugo Freiherr von Leonhardi die Oberburg. Seit dem 2. April 1891 war Hugo von Leonhardi (1864–1922) verheiratet mit Martha, geb. von Heyl (1870–1954), Tochter des Wormser Industriellen Cornelius Wilhelm von Heyl zu Herrnsheim (1843–1923). Die Oberburg ist heute noch im Besitz der Leonhardi.

## Anlage
Die Oberburg ist eine dreiflügelige Schlossanlage und befindet sich im Süden Heldenbergens auf einem Steilhang oberhalb der Nidder auf einer Höhe von 123 Meter über NHN. Das heute U-förmige Gebäude stammt im Wesentlichen aus dem 17. und 18. Jahrhundert. Von der mittelalterlichen Burg blieben nur wenige Reste im Fundamentbereich sowie den Wänden des Mittelbaus und des Südflügels erhalten. Über dem Eingangsportal des Hauptbaus befindet sich das Wappen derer von Rohdes. Der ehemalige Burggraben wurde größtenteils eingeebnet. Der nördlich vorgelagerte Torbau besitzt ein sehenswertes Obergeschoss aus Fachwerk mit dem Wappen der Hattsteiner.